# Đại giác
Đại giác hay hoàng thảo sừng, thạch hộc cựa dài, trường cự thạch hộc (danh pháp hai phần: Dendrobium longicornu) là một loài lan trong chi Lan hoàng thảo.
Cây phân bố ở Ấn Độ, Trung Quốc, Việt Nam. Tại Việt Nam, cây có mặt ở các khu vực: Sa Pa, Tam Đảo, Đà Lạt.